# مسجد كوتا كينابالو
مسجد كوتا كينابالو (بالملايو: Masjid Bandaraya Kota Kinabalu ) هو المسجد الرئيسي الثاني في مدينة كوتا كينابالو في اقليم صباح في ماليزيا، بعد مسجد الدولة في سيمبولان والذي افتتح اعتبارا من شهر يونيو عام 2014.

## البناء
بدأت الاستعدادات لبناء مسجد كوتا كينابالو في عام 1989، وبدأت تركيب الأساسات في وقت متأخر من عام 1992، وكان البناء بين عام 1993 وعام 1994 بسبب نقص التمويل، وافتتح المسجد رسميا في الثاني من شباط عام 2000، بلغت تكلفة بناء المسجد 34 مليون رينغيت ماليزيا، ويستند التصميم المعماري تصميم وبناء المسجد النبوي ثاني أقدس موقع في الإسلام في المدينة المنورة في المملكة العربية السعودية، يحوي المسجد على قبة زرقاء وذهبية مستوحاة من العمارة العربية.

## العمارة
بني المسجد على أرض مساحتها 14.83 فدان (6 هكتار)، تقع الأرض في شارع باسير على شواطئ خليج يكاس على بحر الصين الجنوبي، ويحيط به جزئيا بحيرة اصطناعية من صنع الإنسان، لديه مسجد كوتا كينابالو قدرة استيعاب الحد الأقصى الذي يصل إلى 12،000 مصلي، يتميز المسجد بوجود أجهزة الصراف الآلي وثلاث مدارس وعيادة للرعاية التلطيفية في مشروع مشترك مع جامعة صباح الماليزية ومزرعة سمكية، وفي عام 2008 أدخل إلى المسجد ركوب القارب، يعد المسجد وجهة سياحية مشتركة.

## الصور

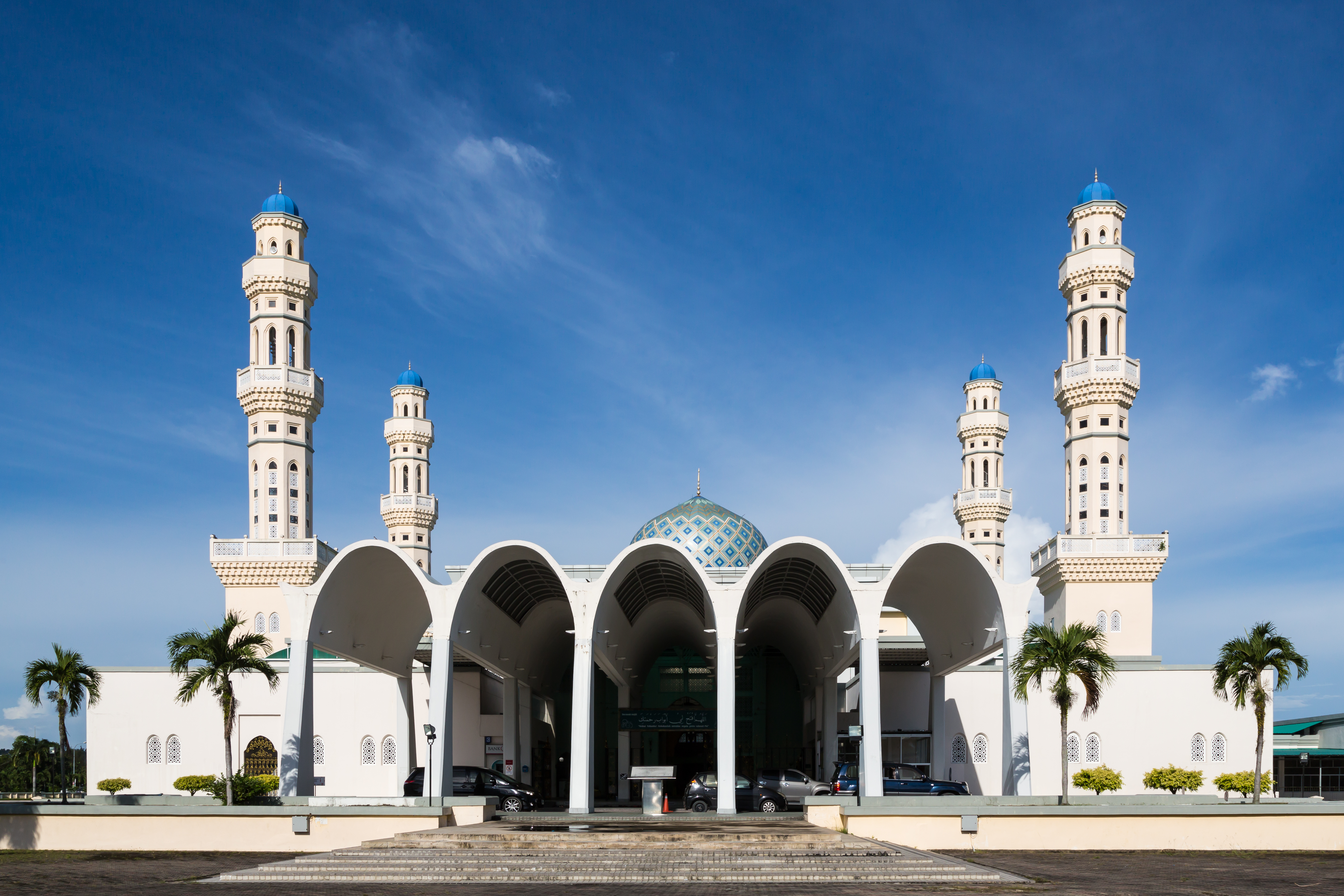
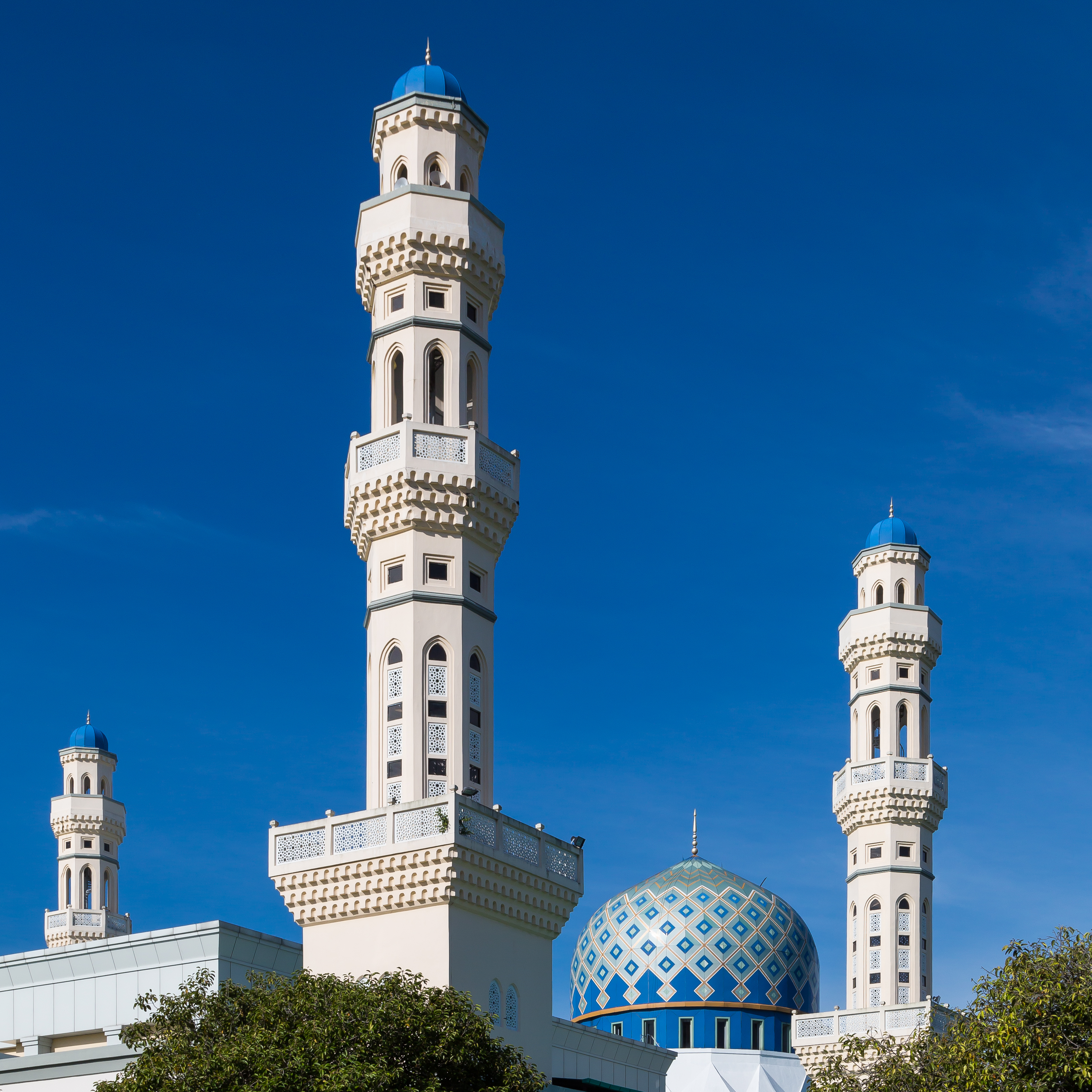
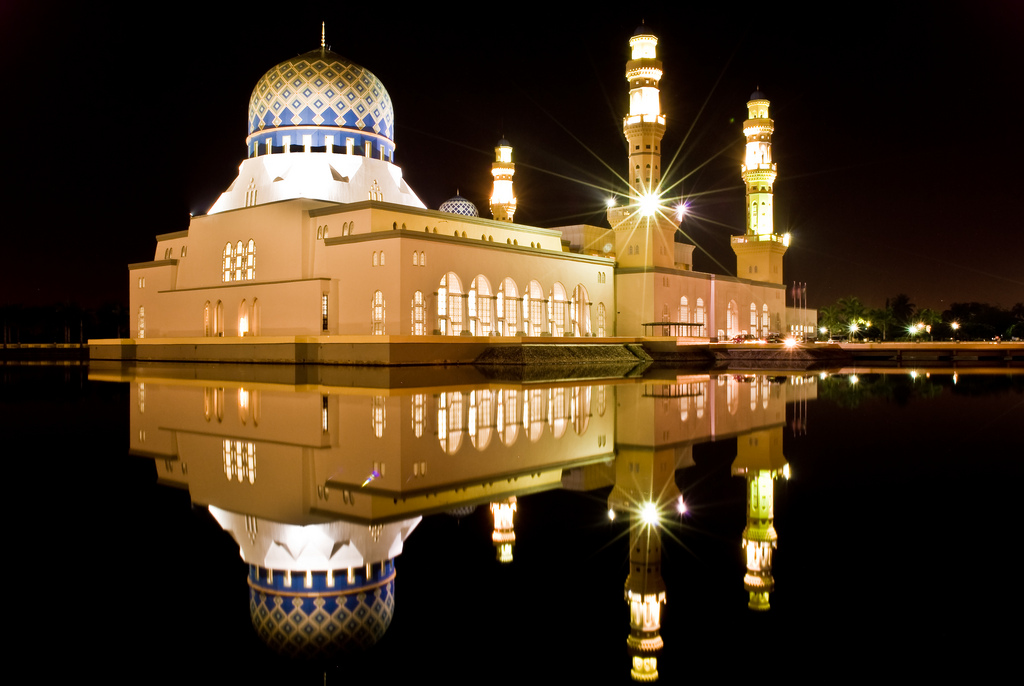
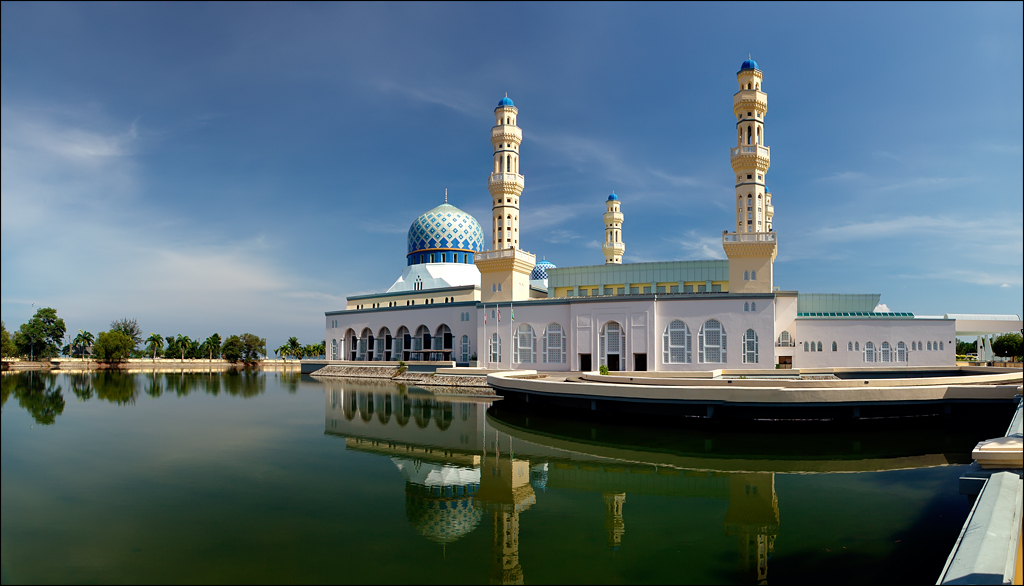